# 343441 Chienchenglin
343441 Chienchenglin este o planetă minoră (asteroid) din centura de asteroizi. A fost descoperită pe 16 februarie 2010 la Haleakalā Observatory⁠(d) de . 
Obiectul prezintă o orbită caracterizată de o semiaxă mare de 2,5813847216832 UAi, o excentricitate de 0,1266030482502, o înclinație de 7,3947817142905 ° în raport cu ecliptica.